# Shimizu S-Pulse
Shimizu S-Pulse (jap. 清水エスパルス Shimizu Esuparusu) – japoński klub piłkarski grający obecnie w J1 League. Klub ma siedzibę w mieście Shizuoka, leżącym w prefekturze o tej samej nazwie. Nazwa S-Pulse to kombinacja dwóch wyrazów S od Shizouki, soccera oraz Shimizu, natomiast Pulse co w języku angielskim znaczy mniej więcej duch kibiców. Barwy klubu nawiązują do flagi prefektury Shizuoka.
Klub S-Pulse został założony w 1991 roku. W 1993 był jedną z tych drużyn, która zainaugurowała rozgrywki nowo powstałej J-League. Od 2003 formalną siedzibą miasta jest Shizuoka, ale wcześniej było nią Shimizu, jednak właśnie w tamtym roku doszło do połączenia obu miast. Domowe mecze klub rozgrywa na stadionie o nazwie Nihondaira Stadium, który może pomieścić blisko 20 tys. widzów. Natomiast lokalne derby pomiędzy S-Pulse a Júbilo Iwata rozgrywane są na Ecopa Stadium w Shizuoce. Piłkarze S-Pulse trenują na obiektach Miho Ground oraz Shizuoka City Sports Ground.
S-Pulse w przeciwieństwie do innych japońskich klubów nie był klubem zakładowym wielkich korporacji, a bazował na zawodnikach pochodzących z prefektury Shizuoka. Początkowo sponsorem klubu była spółka S-Lap Communications. Obecnie klub zarządzany jest przez spółkę S-Pulse, Inc.

## Występy w J-League
- 1993 - 3. miejsce
- 1994 - 4. miejsce
- 1995 - 9. miejsce
- 1996 - 10. miejsce
- 1997 - 5. miejsce
- 1998 - 3. miejsce
- 1999 - wicemistrzostwo
- 2000 - 8. miejsce
- 2001 - 4. miejsce
- 2002 - 8. miejsce
- 2003 - 11. miejsce
- 2004 - 14. miejsce
- 2005 - 15. miejsce
- 2006 - 4. miejsce
- 2007 - 4. miejsce
- 2008 - 5. miejsce
- 2009 - 7. miejsce
- 2010 - 6. miejsce

## Sukcesy
- Puchar Ligi: 1996
- Puchar Cesarza: 2001
- Azjatycki Puchar Zdobywców Pucharów: 2000
- Superpuchar Japonii: 2001, 2002.